# علاج جنسي

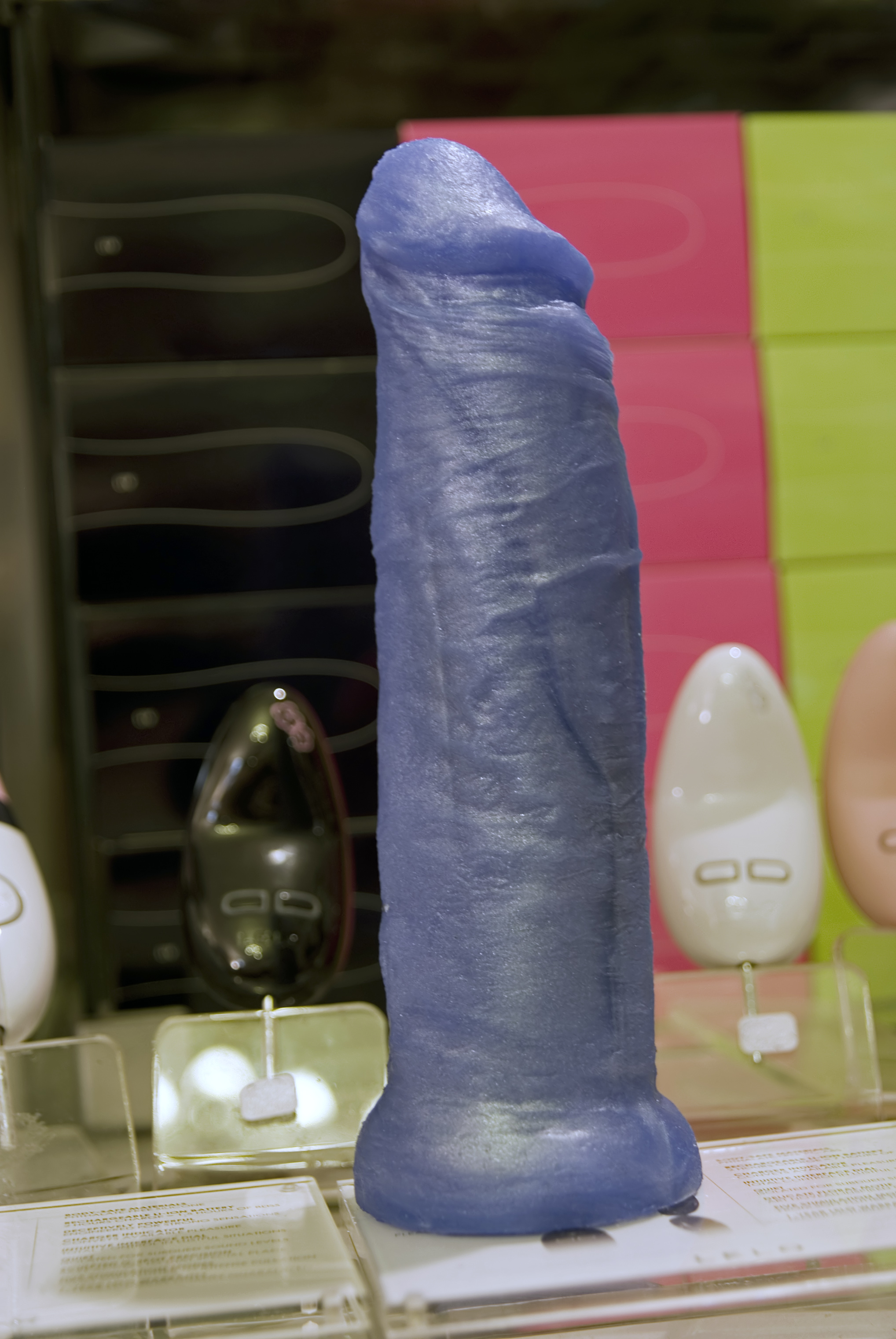

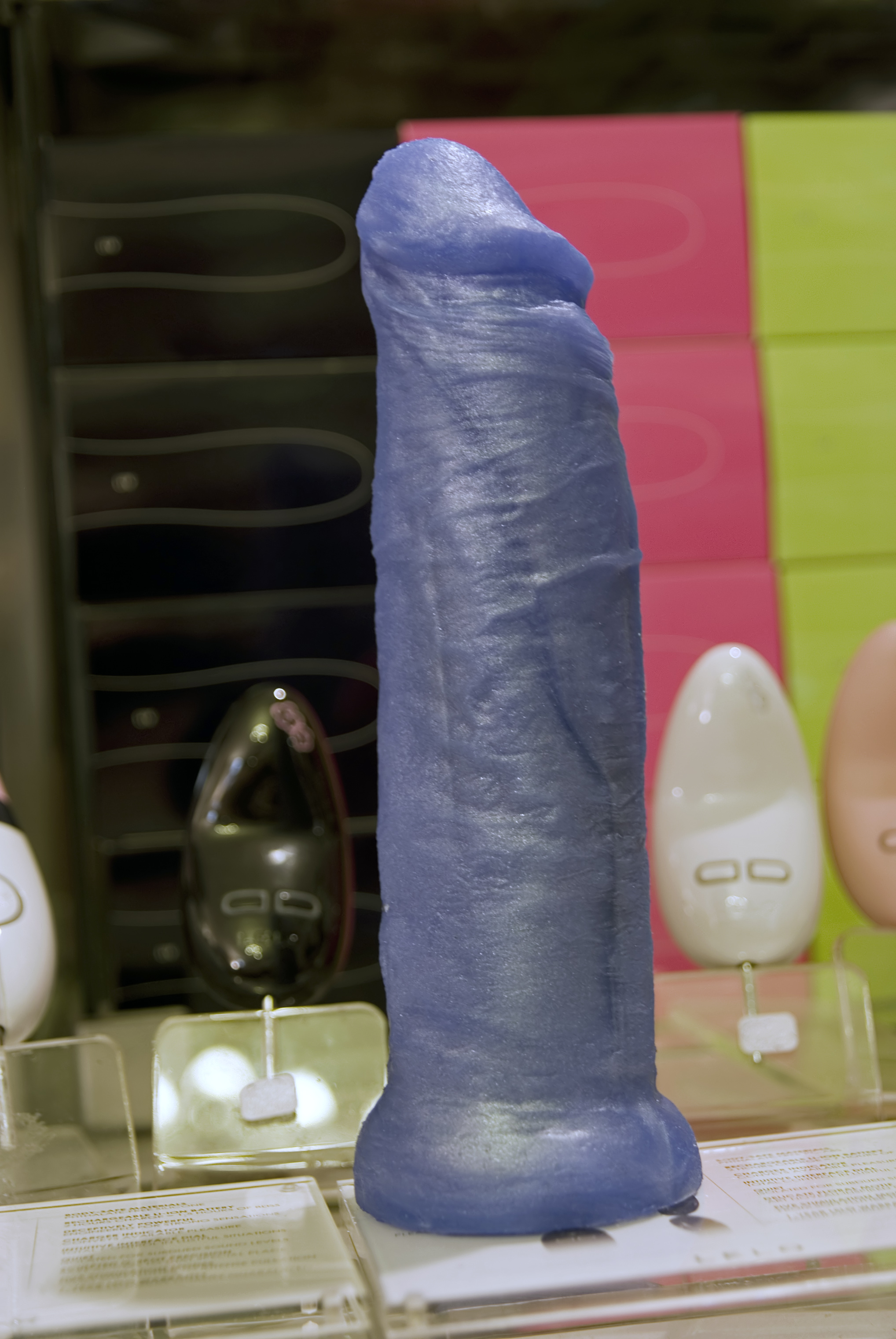

علاج الجنس هو علاج العجز الجنسي، مثل عدم الإيلاج، وسرعة القذف أو ضعف الانتصاب، وانخفاض الرغبة الجنسية، الأوثان الجنسي غير المرغوب فيها، والإدمان الجنسي، أو انعدام الثقة الجنسي، ومساعدة الأشخاص الذين يتماثلون للشفاء من الاعتداء الجنسي، المشاكل الناجمة عادة عن الإجهاد والتعب وغيرها من العوامل والعلاقة البيئية.
إضافة إلى طريقة البديل الجنسي، وهو نوع من أنواع العلاج السلوكي كما يزعم ممارسوه، الغرض منه هو معالجة مشاكل المريض الجنسية عن طريق التعليم والتوجيه والتطبيق. وعليه فإن جلسات العلاج تنطوي على تثقيف المريض جنسيا، بالهمس واللمس، وصولا إلى التطبيق العملي، أي الاتصال الجنسي الكامل بين المريض والمعالج. ولهذا السبب فإن غالبية المعالجين من النساء، ومعظم المرضى هم من الرجال. بعبارة أدق، الجنس البديل هو أن تقوم امرأة (معالجة) بتعليم الجنس لرجل ما بالنيابة عن زوجته، أو أن يقوم رجل (معالج) بتعليم المرأة أصول وفنون الجنس نيابة عن زوجها، وهذا مرفوض في المجتمعات المحافظة.